# Ardisia jefeana
Ardisia jefeana là một loài thực vật thuộc họ Myrsinaceae. Đây là loài đặc hữu của Panama. Chúng hiện đang bị đe dọa vì mất môi trường sống.